# Live Studio Session
Live Studio Session är en EP av Plan Three och är släppt på skivbolaget Gain Music Entertainment och distribueras av Sony Music. Det släpptes den 12 januari 2018. Albumet är inspelat i Ramtitam studios i Stockholm och är producerat av Kristoffer Folin/Purple Skull Music.
EP:n består av en cover på Phil Collins låt Another Day In Paradise samt tre låtar från albumet Wish I Was Stormborne i akustiska versioner. Det är bandets första släpp med nya sångaren Viktor Markowicz. 

## Låtlista
1. "Another Day In Paradise - Live" - 04:16
2. "The Otherside - Live" - 03:23
3. "Echo - Live" - 03:53
4. "Unveil The Unknown - Live" - 04:13